# Champions Trophy masculin 2014
Navigation
2012 2016
Le Champions Trophy masculin 2014 était la 35e édition du tournoi de hockey sur gazon masculin du Champions Trophy. Le tournoi s'est déroulé du 6 au 14 décembre 2014 à Bhubaneswar en Inde. À partir de cette année, le tournoi a commencé à se dérouler tous les deux ans en raison de l'introduction de la Ligue mondiale, revenant à son format d'origine modifié en 1980.
L'Allemagne a remporté le tournoi pour la dixième fois après avoir battu le Pakistan 2-0 en finale. L'Australie a remporté le match pour la troisième place en battant l'Inde 2-1.

## Équipes qualifiées
Aux côtés du pays hôte, les cinq premiers de l'édition 2012 et le vainqueur du Champions Challenge I 2012 se sont qualifiés automatiquement. Les places restantes ont été désignées par le comité exécutif de la FIH, soit un total de 8 équipes en compétition.
- Inde (9) (Pays hôte et quatrième en 2012)
- Australie (1) (tenant du titre)
- Pays-Bas (2) (Deuxième en 2012)
- Allemagne (3) (Nommé par le comité exécutif de la FIH)[5]
- Belgique (4) (Cinquième en 2012)
- Angleterre (5) (Nommé par le comité exécutif de la FIH)[5]
- Argentine (7) (Vainqueur du Champions Challenge I 2012)
- Pakistan (11) (Troisième en 2011)

## Arbitres
Voici les 10 arbitres nommés par la Fédération internationale de hockey:
| - Raghu Prasad - Coen van Bunge - Andrew Kennedy | - Gareth Greenfield - Fernando Gómez - Eduardo Lizana | - Francisco Vázquez - Deon Nel | - Peter Wright - Chen Dekang |

## Résultats
Toutes les heures sont exprimées en heure normale de l'Inde (UTC+5:30)

### Premier tour

#### Poule A
| Rang | Équipe     | J | V | N | P | BP | BC | Diff | Pts |
| ---- | ---------- | - | - | - | - | -- | -- | ---- | --- |
| 1    | Angleterre | 3 | 2 | 1 | 0 | 12 | 4  | +8   | 7   |
| 2    | Belgique   | 3 | 1 | 2 | 0 | 7  | 6  | +1   | 5   |
| 3    | Australie  | 3 | 1 | 1 | 1 | 8  | 7  | +1   | 4   |
| 4    | Pakistan   | 3 | 0 | 0 | 3 | 3  | 13 | -10  | 0   |

Source: FIH
En cas d'égalité de points de plusieurs équipes à l'issue des matchs de poule, les critères suivants sont appliqués dans l'ordre indiqué pour établir leur classement.
1. Points,
2. Différence de buts,
3. Buts marqués,
4. Face à face.

1re journée
| Match 1               | Australie    | 1 - 3   | Angleterre                 |                                                                  |                                                                  |
| 6 décembre 2014 12h00 | Ciriello 54e | (0 - 2) | 6e Brogdon · 27e, 56e Ward | Arbitrage : Eduardo Lizana Deon Nel Arbitre vidéo : Peter Wright | Arbitrage : Eduardo Lizana Deon Nel Arbitre vidéo : Peter Wright |
| 6 décembre 2014 12h00 | Rapport      |         |                            | Arbitrage : Eduardo Lizana Deon Nel Arbitre vidéo : Peter Wright | Arbitrage : Eduardo Lizana Deon Nel Arbitre vidéo : Peter Wright |

| Match 2 | Belgique                | 2 - 1   | Pakistan  |                                                                                |                                                                                |
| 14h00   | Cosyns 12e · Briels 44e | (1 - 0) | 36e Imran | Arbitrage : Andrew Kennedy Francisco Vázquez Arbitre vidéo : Gareth Greenfield | Arbitrage : Andrew Kennedy Francisco Vázquez Arbitre vidéo : Gareth Greenfield |
| 14h00   | Rapport                 |         |           | Arbitrage : Andrew Kennedy Francisco Vázquez Arbitre vidéo : Gareth Greenfield | Arbitrage : Andrew Kennedy Francisco Vázquez Arbitre vidéo : Gareth Greenfield |

2e journée
| Match 5               | Australie                                               | 4 - 4   | Belgique                                            |                                                                           |                                                                           |
| 6 décembre 2014 12h00 | Ciriello 16e · Ockenden 19e · Whetton 21e · Ogilvie 37e | (3 - 2) | 25e Dockier · 30e Van Aubel · 38e Dohmen · 60e Boon | Arbitrage : Raghu Prasad Gareth Greenfield Arbitre vidéo : Andrew Kennedy | Arbitrage : Raghu Prasad Gareth Greenfield Arbitre vidéo : Andrew Kennedy |
| 6 décembre 2014 12h00 | Rapport                                                 |         |                                                     | Arbitrage : Raghu Prasad Gareth Greenfield Arbitre vidéo : Andrew Kennedy | Arbitrage : Raghu Prasad Gareth Greenfield Arbitre vidéo : Andrew Kennedy |

| Match 6 | Angleterre | 8 - 2   | Pakistan               |                                                                                |                                                                                |
| 14h00   | Gleghorne 15e · Catlin 17e · Condon 19e · Middleton 24e · Jackson 26e · Ward 45e · Brogdon 48e · Griffiths 59e | (5 - 0) | 57e Arslan · 60e Irfan | Arbitrage : Andrew Kennedy Francisco Vázquez Arbitre vidéo : Gareth Greenfield | Arbitrage : Andrew Kennedy Francisco Vázquez Arbitre vidéo : Gareth Greenfield |
| 14h00   | Rapport |         |                        | Arbitrage : Andrew Kennedy Francisco Vázquez Arbitre vidéo : Gareth Greenfield | Arbitrage : Andrew Kennedy Francisco Vázquez Arbitre vidéo : Gareth Greenfield |

3e journée
| Match 10              | Belgique    | 1 - 1   | Angleterre |                                                                          |                                                                          |
| 7 décembre 2014 14h00 | Keusters 9e | (1 - 0) | 48e Lewers | Arbitrage : Francisco Vázquez Chen Dekang Arbitre vidéo : Coen van Bunge | Arbitrage : Francisco Vázquez Chen Dekang Arbitre vidéo : Coen van Bunge |
| 7 décembre 2014 14h00 | Rapport     |         |            | Arbitrage : Francisco Vázquez Chen Dekang Arbitre vidéo : Coen van Bunge | Arbitrage : Francisco Vázquez Chen Dekang Arbitre vidéo : Coen van Bunge |

| Match 11 | Australie                      | 3 - 0   | Pakistan |                                                                       |                                                                       |
| 17h30    | Hayward 23e, 54e · Whetton 59e | (1 - 0) |          | Arbitrage : Fernando Gómez Deon Nel Arbitre vidéo : Gareth Greenfield | Arbitrage : Fernando Gómez Deon Nel Arbitre vidéo : Gareth Greenfield |
| 17h30    | Rapport                        |         |          | Arbitrage : Fernando Gómez Deon Nel Arbitre vidéo : Gareth Greenfield | Arbitrage : Fernando Gómez Deon Nel Arbitre vidéo : Gareth Greenfield |

#### Poule B
| Rang | Équipe    | J | V | N | P | BP | BC | Diff | Pts |
| ---- | --------- | - | - | - | - | -- | -- | ---- | --- |
| 1    | Pays-Bas  | 3 | 2 | 0 | 1 | 9  | 4  | +5   | 6   |
| 2    | Argentine | 3 | 2 | 0 | 1 | 7  | 5  | +2   | 6   |
| 3    | Inde      | 3 | 1 | 0 | 2 | 5  | 7  | -2   | 3   |
| 4    | Allemagne | 3 | 1 | 0 | 2 | 2  | 7  | -5   | 3   |

Source: FIH
En cas d'égalité de points de plusieurs équipes à l'issue des matchs de poule, les critères suivants sont appliqués dans l'ordre indiqué pour établir leur classement.
1. Points,
2. Différence de buts,
3. Buts marqués,
4. Face à face.

1re journée
| Match 3               | Pays-Bas                                               | 3 - 0   | Argentine |                                                                |                                                                |
| 6 décembre 2014 17h30 | Van der Weerden 13e · Kemperman 19e · Van Puffelen 51e | (2 - 0) |           | Arbitrage : Raghu Prasad Peter Wright Arbitre vidéo : Deon Nel | Arbitrage : Raghu Prasad Peter Wright Arbitre vidéo : Deon Nel |
| 6 décembre 2014 17h30 | Rapport                                                |         |           | Arbitrage : Raghu Prasad Peter Wright Arbitre vidéo : Deon Nel | Arbitrage : Raghu Prasad Peter Wright Arbitre vidéo : Deon Nel |

| Match 4 | Inde    | 0 - 1   | Allemagne |                                                                          |                                                                          |
| 19h30   |         | (0 - 0) | 60e Fuchs | Arbitrage : Coen van Bunge Fernando Gómez Arbitre vidéo : Andrew Kennedy | Arbitrage : Coen van Bunge Fernando Gómez Arbitre vidéo : Andrew Kennedy |
| 19h30   | Rapport |         |           | Arbitrage : Coen van Bunge Fernando Gómez Arbitre vidéo : Andrew Kennedy | Arbitrage : Coen van Bunge Fernando Gómez Arbitre vidéo : Andrew Kennedy |

2e journée
| Match 7               | Pays-Bas                                                 | 4 - 1   | Allemagne |                                                                 |                                                                 |
| 7 décembre 2014 17h30 | Jonker 11e · Van Puffelen 25e · Hofman 29e · Van Ass 51e | (3 - 0) | 56e Fuchs | Arbitrage : Deon Nel Chen Dekang Arbitre vidéo : Andrew Kennedy | Arbitrage : Deon Nel Chen Dekang Arbitre vidéo : Andrew Kennedy |
| 7 décembre 2014 17h30 | Rapport                                                  |         |           | Arbitrage : Deon Nel Chen Dekang Arbitre vidéo : Andrew Kennedy | Arbitrage : Deon Nel Chen Dekang Arbitre vidéo : Andrew Kennedy |

| Match 8 | Inde                         | 2 - 4   | Argentine                                        |                                                                           |                                                                           |
| 19h30   | Akashdeep 30e · Gurinder 37e | (1 - 1) | 30e Vila · 27e López · 49e Mazzilli · 59e Menini | Arbitrage : Eduardo Lizana Francisco Vázquez Arbitre vidéo : Peter Wright | Arbitrage : Eduardo Lizana Francisco Vázquez Arbitre vidéo : Peter Wright |
| 19h30   | Rapport                      |         |                                                  | Arbitrage : Eduardo Lizana Francisco Vázquez Arbitre vidéo : Peter Wright | Arbitrage : Eduardo Lizana Francisco Vázquez Arbitre vidéo : Peter Wright |

3e journée
| Match 9               | Allemagne | 0 - 3   | Argentine                            |                                                                           |                                                                           |
| 9 décembre 2014 12h00 |           | (0 - 2) | 18e Paredes · 25e Menini · 49e Ortiz | Arbitrage : Gareth Greenfield Peter Wright Arbitre vidéo : Andrew Kennedy | Arbitrage : Gareth Greenfield Peter Wright Arbitre vidéo : Andrew Kennedy |
| 9 décembre 2014 12h00 | Rapport   |         |                                      | Arbitrage : Gareth Greenfield Peter Wright Arbitre vidéo : Andrew Kennedy | Arbitrage : Gareth Greenfield Peter Wright Arbitre vidéo : Andrew Kennedy |

| Match 12 | Inde                                    | 3 - 2   | Pays-Bas                 |                                                                        |                                                                        |
| 19h30    | Sunil 33e · Manpreet 47e · Rupinder 49e | (0 - 0) | 36e, 58e Van der Weerden | Arbitrage : Andrew Kennedy Eduardo Lizana Arbitre vidéo : Peter Wright | Arbitrage : Andrew Kennedy Eduardo Lizana Arbitre vidéo : Peter Wright |
| 19h30    | Rapport                                 |         |                          | Arbitrage : Andrew Kennedy Eduardo Lizana Arbitre vidéo : Peter Wright | Arbitrage : Andrew Kennedy Eduardo Lizana Arbitre vidéo : Peter Wright |

### Phase finale
|  | Quarts de finale | Quarts de finale |           |      | Demi-finales           | Demi-finales |  |  | Finale    | Finale |
|  | Quarts de finale | Quarts de finale |           |      | Demi-finales           | Demi-finales |  |  | Finale    | Finale |
|  |                  |                  |           |      |                        |              |  |  |           |        |
|  |                  |                  |           |      |                        |              |  |  |           |        |
|  |                  |                  |           |      |                        |              |  |  |           |        |
|  | Inde             | 4                |           |      |                        |              |  |  |           |        |
|  | Inde             | 4                |           |      |                        |              |  |  |           |        |
|  | Belgique         | 2                |           |      |                        |              |  |  |           |        |
|  | Belgique         | 2                | Inde      | 3    |                        |              |  |  |           |        |
|  |                  |                  | Inde      | 3    |                        |              |  |  |           |        |
|  |                  | Pakistan         | 4         |      |                        |              |  |  |           |        |
|  | Pays-Bas         | Pakistan         | 4         | 2    |                        |              |  |  |           |        |
|  | Pays-Bas         |                  |           | 2    |                        |              |  |  |           |        |
|  | Pakistan         | 4                |           |      |                        |              |  |  |           |        |
|  | Pakistan         | 4                | Allemagne | 2    |                        |              |  |  |           |        |
|  |                  |                  | Allemagne | 2    |                        |              |  |  |           |        |
|  |                  | Pakistan         | 0         |      |                        |              |  |  |           |        |
|  | Australie        | Pakistan         | 0         | 4    |                        |              |  |  |           |        |
|  | Australie        |                  |           | 4    |                        |              |  |  |           |        |
|  | Argentine        | 2                |           |      |                        |              |  |  |           |        |
|  | Argentine        | 2                | Australie | 2    |                        |              |  |  |           |        |
|  |                  |                  | Australie | 2    | Match pour la 3e place |              |  |  |           |        |
|  |                  | Allemagne        | 3         |      |                        |              |  |  |           |        |
|  | Allemagne        | Allemagne        | 3         | 2    |                        |              |  |  |           |        |
|  | Allemagne        |                  |           | 2    |                        |              |  |  |           |        |
|  | Angleterre       | 0                |           | Inde | 1                      |              |  |  |           |        |
|  | Angleterre       | 0                |           | Inde | 1                      |              |  |  |           |        |
|  |                  |                  |           |      |                        |              |  |  | Australie | 2      |
|  |                  |                  |           |      |                        |              |  |  | Australie | 2      |

|  | Demi-finales | Demi-finales |          |   | 5e place | 5e place |
|  | Demi-finales | Demi-finales |          |   | 5e place | 5e place |
|  |              |              |          |   |          |          |
|  |              |              |          |   |          |          |
|  |              |              |          |   |          |          |
|  | Pays-Bas     | 2 (4)        |          |   |          |          |
|  | Pays-Bas     | 2 (4)        |          |   |          |          |
|  | Belgique     | 2 (2)        |          |   |          |          |
|  | Belgique     | 2 (2)        | Pays-Bas | 4 |          |          |
|  |              |              | Pays-Bas | 4 |          |          |
|  |              | Argentine    | 1        |   |          |          |
|  | Angleterre   | Argentine    | 1        | 1 |          |          |
|  | Angleterre   |              |          | 1 |          |          |
|  | Argentine    | 2            |          |   |          |          |
|  | Argentine    | 2            | 7e place |   |          |          |
|  |              |              |          |   |          |          |
|  |              |              |          |   |          |          |
|  |              |              |          |   |          |          |
|  | Belgique     | 2            |          |   |          |          |
|  | Belgique     | 2            |          |   |          |          |
|  | Angleterre   | 3            |          |   |          |          |
|  | Angleterre   | 3            |          |   |          |          |

#### Quarts de finale
| Match 16               | Pays-Bas                    | 2 - 4   | Pakistan                              |                                                                             |                                                                             |
| 11 décembre 2014 11h30 | Hertzberger 6e · Jonker 39e | (1 - 2) | 16e Umar · 30e Imran · 51e, 52e Irfan | Arbitrage : Andrew Kennedy Eduardo Lizana Arbitre vidéo : Gareth Greenfield | Arbitrage : Andrew Kennedy Eduardo Lizana Arbitre vidéo : Gareth Greenfield |
| 11 décembre 2014 11h30 | Rapport                     |         |                                       | Arbitrage : Andrew Kennedy Eduardo Lizana Arbitre vidéo : Gareth Greenfield | Arbitrage : Andrew Kennedy Eduardo Lizana Arbitre vidéo : Gareth Greenfield |

| Match 14 | Australie                                           | 4 - 2   | Argentine                |                                                                  |                                                                  |
| 13h45    | Orchard 6e · Hayward 37e · Beale 42e · Ciriello 49e | (1 - 1) | 16e Paredes · 35e Brunet | Arbitrage : Deon Nel Peter Wright Arbitre vidéo : Coen van Bunge | Arbitrage : Deon Nel Peter Wright Arbitre vidéo : Coen van Bunge |
| 13h45    | Rapport                                             |         |                          | Arbitrage : Deon Nel Peter Wright Arbitre vidéo : Coen van Bunge | Arbitrage : Deon Nel Peter Wright Arbitre vidéo : Coen van Bunge |

| Match 13 | Allemagne             | 2 - 0   | Angleterre |                                                                     |                                                                     |
| 17h15    | Fürste 30e · Rühr 58e | (1 - 0) |            | Arbitrage : Raghu Prasad Francisco Vázquez Arbitre vidéo : Deon Nel | Arbitrage : Raghu Prasad Francisco Vázquez Arbitre vidéo : Deon Nel |
| 17h15    | Rapport               |         |            | Arbitrage : Raghu Prasad Francisco Vázquez Arbitre vidéo : Deon Nel | Arbitrage : Raghu Prasad Francisco Vázquez Arbitre vidéo : Deon Nel |

| Match 15 | Inde                                                       | 4 - 2   | Belgique                  |                                                                       |                                                                       |
| 19h30    | Rupinder 18e · Uthappa 27e · Akashdeep 41e · Dharamvir 49e | (2 - 2) | 12e Denayer · 18e Dockier | Arbitrage : Coen van Bunge Chen Dekang Arbitre vidéo : Andrew Kennedy | Arbitrage : Coen van Bunge Chen Dekang Arbitre vidéo : Andrew Kennedy |
| 19h30    | Rapport                                                    |         |                           | Arbitrage : Coen van Bunge Chen Dekang Arbitre vidéo : Andrew Kennedy | Arbitrage : Coen van Bunge Chen Dekang Arbitre vidéo : Andrew Kennedy |

#### Demi-finales pour la cinquième place
| Match 18               | Pays-Bas                                  | 2 - 2             | Belgique                                 |                                                                        |                                                                        |
| 13 décembre 2014 11h30 | Hertzberger 11e · Baart 30e               | (2 - 0)           | 49e Boon · 60e Cosyns                    | Arbitrage : Raghu Prasad Fernando Gómez Arbitre vidéo : Andrew Kennedy | Arbitrage : Raghu Prasad Fernando Gómez Arbitre vidéo : Andrew Kennedy |
| 13 décembre 2014 11h30 | Rapport                                   |                   |                                          | Arbitrage : Raghu Prasad Fernando Gómez Arbitre vidéo : Andrew Kennedy | Arbitrage : Raghu Prasad Fernando Gómez Arbitre vidéo : Andrew Kennedy |
| 13 décembre 2014 11h30 | Hertzberger · Kemperman · Van Ass · Baart | Tirs au but 4 - 2 | Denayer · Cosyns · Van Doren · Van Aubel | Arbitrage : Raghu Prasad Fernando Gómez Arbitre vidéo : Andrew Kennedy | Arbitrage : Raghu Prasad Fernando Gómez Arbitre vidéo : Andrew Kennedy |

| Match 17 | Angleterre  | 1 - 2   | Argentine        |                                                                       |                                                                       |
| 13h45    | Jackson 12e | (1 - 1) | 25e, 48e Peillat | Arbitrage : Coen van Bunge Gareth Greenfield Arbitre vidéo : Deon Nel | Arbitrage : Coen van Bunge Gareth Greenfield Arbitre vidéo : Deon Nel |
| 13h45    | Rapport     |         |                  | Arbitrage : Coen van Bunge Gareth Greenfield Arbitre vidéo : Deon Nel | Arbitrage : Coen van Bunge Gareth Greenfield Arbitre vidéo : Deon Nel |

#### Demi-finales
| Match 19               | Australie                  | 2 - 3   | Allemagne                          |                                                                          |                                                                          |
| 13 décembre 2014 17h15 | Ciriello 34e · Budgeon 42e | (0 - 2) | 5e Oruz · 9e Grambusch · 31e Fuchs | Arbitrage : Andrew Kennedy Chen Dekang Arbitre vidéo : Gareth Greenfield | Arbitrage : Andrew Kennedy Chen Dekang Arbitre vidéo : Gareth Greenfield |
| 13 décembre 2014 17h15 | Rapport                    |         |                                    | Arbitrage : Andrew Kennedy Chen Dekang Arbitre vidéo : Gareth Greenfield | Arbitrage : Andrew Kennedy Chen Dekang Arbitre vidéo : Gareth Greenfield |

| Match 20 | Inde                                         | 3 - 4   | Pakistan                                |                                                                  |                                                                  |
| 19h30    | Gurinder 12e · Dharamvir 38e · Chandanda 44e | (1 - 1) | 17e, 59e Arslan · 32e Waqas · 44e Irfan | Arbitrage : Eduardo Lizana Deon Nel Arbitre vidéo : Peter Wright | Arbitrage : Eduardo Lizana Deon Nel Arbitre vidéo : Peter Wright |
| 19h30    | Rapport                                      |         |                                         | Arbitrage : Eduardo Lizana Deon Nel Arbitre vidéo : Peter Wright | Arbitrage : Eduardo Lizana Deon Nel Arbitre vidéo : Peter Wright |

#### Septième et huitième place
| Match 21               | Belgique           | 2 - 3   | Angleterre                      |                                                                           |                                                                           |
| 14 décembre 2014 11h30 | Van Aubel 10e, 39e | (1 - 3) | 14e, 19e Condon · 30e Griffiths | Arbitrage : Raghu Prasad Fernando Gómez Arbitre vidéo : Francisco Vázquez | Arbitrage : Raghu Prasad Fernando Gómez Arbitre vidéo : Francisco Vázquez |
| 14 décembre 2014 11h30 | Rapport            |         |                                 | Arbitrage : Raghu Prasad Fernando Gómez Arbitre vidéo : Francisco Vázquez | Arbitrage : Raghu Prasad Fernando Gómez Arbitre vidéo : Francisco Vázquez |

#### Cinquième et sixième place
| Match 22               | Pays-Bas                                                | 4 - 1   | Argentine   |                                                                       |                                                                       |
| 14 décembre 2014 13h45 | Van der Weerden 47e · Hertzberger 55e, 58e · Jonker 56e | (0 - 1) | 19e Paredes | Arbitrage : Andrew Kennedy Gareth Greenfield Arbitre vidéo : Deon Nel | Arbitrage : Andrew Kennedy Gareth Greenfield Arbitre vidéo : Deon Nel |
| 14 décembre 2014 13h45 | Rapport                                                 |         |             | Arbitrage : Andrew Kennedy Gareth Greenfield Arbitre vidéo : Deon Nel | Arbitrage : Andrew Kennedy Gareth Greenfield Arbitre vidéo : Deon Nel |

#### Troisième et quatrième place
| Match 23               | Inde      | 1 - 2   | Australie                 |                                                               |                                                               |
| 14 décembre 2014 17h15 | Lalit 42e | (0 - 1) | 18e Ockenden · 52e Gohdes | Arbitrage : Peter Wright Chen Dekang Arbitre vidéo : Deon Nel | Arbitrage : Peter Wright Chen Dekang Arbitre vidéo : Deon Nel |
| 14 décembre 2014 17h15 | Rapport   |         |                           | Arbitrage : Peter Wright Chen Dekang Arbitre vidéo : Deon Nel | Arbitrage : Peter Wright Chen Dekang Arbitre vidéo : Deon Nel |

#### Finale
| Match 24               | Allemagne              | 2 - 0   | Pakistan |                                                                             |                                                                             |
| 14 décembre 2014 19h30 | Wesley 18e · Fuchs 57e | (1 - 0) |          | Arbitrage : Coen van Bunge Francisco Vázquez Arbitre vidéo : Andrew Kennedy | Arbitrage : Coen van Bunge Francisco Vázquez Arbitre vidéo : Andrew Kennedy |
| 14 décembre 2014 19h30 | Rapport                |         |          | Arbitrage : Coen van Bunge Francisco Vázquez Arbitre vidéo : Andrew Kennedy | Arbitrage : Coen van Bunge Francisco Vázquez Arbitre vidéo : Andrew Kennedy |

## Classement final
| Rang               | Équipe     | J | V | N | P | BP | BC | Diff | Pts | Résultat final     |
| ------------------ | ---------- | - | - | - | - | -- | -- | ---- | --- | ------------------ |
| Médaille d'or      | Allemagne  | 6 | 4 | 0 | 2 | 9  | 9  | 0    | 12  | Médaille d'or      |
| Médaille d'argent  | Pakistan   | 6 | 2 | 0 | 4 | 11 | 20 | -9   | 6   | Médaille d'argent  |
| Médaille de bronze | Australie  | 6 | 3 | 1 | 2 | 16 | 13 | +3   | 10  | Médaille de bronze |
| 4                  | Inde       | 6 | 2 | 0 | 4 | 13 | 15 | -2   | 6   | Quatrième place    |
| 5                  | Pays-Bas   | 6 | 3 | 1 | 2 | 17 | 11 | +6   | 10  | Quarts de finale   |
| 6                  | Argentine  | 6 | 3 | 0 | 3 | 12 | 14 | -2   | 9   | Quarts de finale   |
| 7                  | Angleterre | 6 | 3 | 1 | 2 | 16 | 10 | +6   | 10  | Quarts de finale   |
| 8                  | Belgique   | 6 | 1 | 3 | 2 | 13 | 15 | -2   | 6   | Quarts de finale   |